# 낙하산 줄에 묻은 피
〈낙하산에 묻은 피〉(영어: Blood Upon the Risers 또는 Blood On the Risers)는 제2차 세계 대전 당시 미국 낙하산 부대원 군가이다. 제82공수사단, 제101공수사단, 제173공수여단, 제4공수여단전투단 등 거의 모든 공수부대에서 즐겨 불렀다. 텔레비전 단막극 《밴드 오브 브라더스》와 비디오 게임 브라더스 인 암즈, 도널드 버제스의 책 《커래히! 노르망디의 제대 기장》에 등장한다. 〈공화국 전투 찬가〉의 음정을 그대로 가져와 번안한 곡으로, 그 가사는 신병 낙하산부대원이 낙하산 전개에 실패해 추락사한다는 내용이다.

## 가사
| 해석 그 친구는 신병이었고 겁에 질려 떨고 있었지 장비를 점검하고 군장을 단단히 쌌다네 앉아서 그 끔찍한 엔진이 으르렁거리는 소리를 들었어야 했는데 "너는 다시는 뛰지 못하겠지!" (후렴) 피가 철철, 피가 철철. 개죽음이로다. 그 친구 다시는 뛰지 못하겠지! "모두들 행복한가?" 병장님이 올려보며 소리질렀네 우리의 주인공은 희미하게 "네" 라고 대답하고 일으켜졌네 낙하산 열림줄이 걸리지 않은 채 얼음장 같은 바람 속으로 뛰어들었네 그 친구 다시는 뛰지 못하겠지. (후렴) 그는 오래도록 큰 소리로 숫자를 세고 낙하충격을 기다렸네 바람을 느끼고 추위를 느끼고 끔찍한 추락을 느꼈네 예비낙하산의 비단실이 새어나와서 그 친구 다리를 휘감았네 그 친구 다시는 뛰지 못하겠지. (후렴) 낙하산 줄이 그 친구 목을 조르고, 연결기는 그 친구 머리통을 박살냈네 바싹 마른 뼈 주위로 뒤엉킨 지지줄이 매듭을 지었네 낙하산갓이 곧 그 친구 수의가 되었고, 그 친구는 땅바닥에 날아가 꽂혔네 그 친구 다시는 뛰지 못하겠지. (후렴) 그 친구 지금껏 살면서 사랑하고 웃었던 세월이 머릿속을 스쳐 지나갔네 집에 남겨져 자신을 기다리는 애인 생각이 떠올랐고 위생병들 생각이 나자 그치들이 무얼 보게 될지 궁금했다네 그 친구 다시는 뛰지 못하겠지. (후렴) 현장으로 구급차가 배치되고, 지프차들이 거칠게 달려왔다네 위생병들은 신이 나서 팔짝팔짝 뛰면서 소매를 걷어올리고 미소를 지었네 마지막 '낙하산 실패'로부터 한 주나 더 지났으니 말이야 그 친구 다시는 뛰지 못하겠지. (후렴) 그 친구가 땅을 때리자 철퍼덕 소리와 함께 그 피가 하늘 높이 솟구쳤다네 마음이 상한 전우들이 말해주었지 "정말 개죽음이로다!" 그 친구는 거기 누워서 자기 핏덩이 속에서 굴러다녔네 그 친구 다시는 뛰지 못하겠지. (후렴) (천천히, 진지하게; 지금까지 부른 것의 절반 정도 빠르기로) 낙하산 줄에는 피가 묻었고 낙하산에는 뇌가 튀었네 그 친구 공수 부대원 군복에는 내장이 달랑거렸네 그 친구는 개판이 됐고, 그들은 군화를 뒤집어 그 친구를 쏟아냈네 그 친구 다시는 뛰지 못하겠지. 피가 철철, 피가 철철. 개죽음이로다. 그 친구 다시는 뛰지 못하겠지! | 원문 He was just a rookie trooper and he surely shook with fright, He checked off his equipment and made sure his pack was tight; He had to sit and listen to those awful engines roar, "You ain't gonna jump no more!" (CHORUS) Gory, gory, what a hell of a way to die, He ain't gonna jump no more! "Is everybody happy?" cried the Sergeant looking up, Our Hero feebly answered "Yes," and then they stood him up; He jumped into the icy blast, his static line unhooked, And he ain't gonna jump no more. (CHORUS) He counted long, he counted loud, he waited for the shock, He felt the wind, he felt the cold, he felt the awful drop, The silk from his reserve spilled out and wrapped around his legs, And he ain't gonna jump no more. (CHORUS) The risers wrapped around his neck, connectors cracked his dome, Suspension lines were tied in knots around his skinny bones; The canopy became his shroud; he hurtled to the ground. And he ain't gonna jump no more. (CHORUS) The days he'd lived and loved and laughed kept running through his mind, He thought about the girl back home, the one he'd left behind; He thought about the medicals, and he wondered what they'd find, And he ain't gonna jump no more. (CHORUS) The ambulance was on the spot, the jeeps were running wild, The medics jumped and screamed with glee, rolled up their sleeves and smiled, For it had been a week or more since last a 'chute had failed, And he ain't gonna jump no more. (CHORUS) He hit the ground, the sound was "SPLAT", his blood went spurting high; His comrades, they were hurt to say "A hell of a way to die!" He lay there, rolling 'round in the welter of his gore, And he ain't gonna jump no more. (CHORUS) (slowly, solemnly; about half the speed of the other verses) There was blood upon the risers, there were brains upon the chute, Intestines were a-dangling from his paratrooper suit, He was a mess, they picked him up and poured him from his boots, And he ain't gonna jump no more. Gory, gory, what a hell of a way to die, He ain't gonna jump no more! |